# Сирия (регион)
Вижте пояснителната страница за други значения на Сирия.
Сирия (на старогръцки: Συρία; на класически сирийски: ܣܘܪܝܐ) или Шаам (на арабски: ٱلشَّام) е исторически регион, разположен на изток от Средиземно море в Западна Азия, в широк смисъл синоним на Леванта. Други синоними са Голяма Сирия или Сирия-Палестина. Границите на региона се променят във времето. В съвремието обаче самият термин „Сирия“ се използва за обозначаване на Сирийската арабска република.
Терминът първоначално произлиза от Асирия – древна цивилизация с център Северна Месопотамия, съвременен Ирак. През Елинистическата епоха терминът „Сирия“ се прилага за целия Левант като Коилесирия. По време на римското управление той се използва за обозначаване на провинция Сирия, по-късно разделена на Сирия Финикия и Коилесирия, и за провинция Сирия Палестина. При византийците от Коилесирия се появяват провинциите Сирия Прима и Сирия Секунда. След мюсюлманското завладяване на Леванта терминът е заменен от арабския еквивалент Shām и при Праведния, Омаядския, Абасидския и Фатимидския халифати. Билад ал-Шам е името на метрополната провинция, обхващаща по-голямата част от региона. През 19 век името „Сирия“ е възродено в съвременната си арабска форма, за да обозначи целия Билад ал-Шам, или като Suriyah, или като съвременната форма Suriyya, която в крайна сметка заменя арабското име „Билад ал-Шам“.
След Първата световна война границите на региона са дефинирани за последен път в съвремието чрез прокламирането и последващото дефиниране от френско и британско задължително споразумение. Районът е прехвърлен на френски и британски мандати след Първата световна война и е разделен на Голям Ливан, различни държави под мандатно френско управление, контролирана от Великобритания мандатна Палестина и Емирство Трансйордания. Самият термин „Сирия“ се прилага към няколко мандатни държави под френско управление и към едновремешното, но краткотрайно Арабско кралство Сирия. Държавите със сирийски мандат постепенно се обединяват като Държава Сирия и накрая стават независима Сирия през 1946 г. През целия този период пансирийските националисти се застъпват за създаването на Голяма Сирия.

## Етимология и еволюция на термина
Няколко източника сочат, че самото име Syria произлиза от лувийския термин "Sura/i" и производното старогръцко име Σύριοι, Sýrioi, or Σύροι, Sýroi, като и двете първоначално произлизат от Aššūrāyu (Асирия) в Северна Месопотамия, съвременен Ирак и Голяма Сирия За Херодот през 5 век пр. н. е. Сирия се простира на север до Халис (съвременната река Къзълърмак) и чак на юг до Арабия и Египет. За Плиний Стари и Помпоний Мела Сирия обхващала целия Плодороден полумесец.
В Късната античност „Сирия“ означава регион, разположен на изток от Средиземно море, западно от река Ефрат, северно от Арабската пустиня и южно от планината Тавър, като по този начин включва съвременна Сирия, Ливан, Йордания, Израел, Палестина и части от Южна Турция, а именно провинция  Хатай и западната половина на региона Югоизточен Анадол. Тази късна дефиниция е еквивалентна на региона, известен в класическия арабски под името „аш-Шаам“ (на арабски:ٱَلشَّام, което означава северна [страна] (от корена šʔm, на арабски: شَأْم , „ляво, север“)). След арабското завоюване на византийска Сирия през 7 век сл. н. е. името Сирия изчезва от основната употреба в самия регион, като е заменено от арабския еквивалент „Шаам“, но оцелява в първоначалния си смисъл във византийската и западноевропейската употреба, както и в сирийски християнска литература. През 19 век името „Сирия“ е възродено в съвременната си арабска форма, за да обозначи целия Билад ал-Шам, или като Suriyah, или като съвременната форма Suriyya, която в крайна сметка замени арабското име на Билад ал-Шам. След Първата световна война името „Сирия“ е приложено към френския мандат за Сирия и Ливан и към едновремешното, но краткотрайно Арабско кралство Сирия.

## География
В най-разпространения исторически смисъл „Сирия“ се отнася до целия Северен Левант, включително Александрета и древния град Антиохия, или в разширен смисъл към целия Левант на юг до Римски Египет, включително Месопотамия. Районът на Голяма Сирия (سُوْرِيَّة ٱلْكُبْرَىٰ, Sūrīyah al-Kubrā), наричана още Естествена Сирия (سُوْرِيَّة ٱلطَّبِيْعِيَّة, Sūrīyah aṭ-Ṭabīʿīyah) или Северна земя  (بِلَاد ٱلشَّام, Bilād ash-Shām), се простира приблизително над провинция Билад ал-Шам на средновековните арабски халифати, обхващайки Източното Средиземноморие (или Левант) и Западна Месопотамия. Мюсюлманското завоюване на Леванта през 7 век поражда тази провинция, която обхваща голяма част от региона на Сирия и до голяма степен се припокрива с тази концепция. Други източници показват, че терминът „Голяма Сирия“ е въведен по време на османското владичество, след 1516 г., за да обозначи приблизителната територия, включена в днешни Палестина, Сирия, Йордания, Ливан и Израел.
Несигурността в дефиницията на обхвата на „Сирия“ се утежнява от етимологичното объркване на сходно звучащите имена Сирия и Асирия. Въпросът за етимологичната идентичност на двете имена остава открит днес, но независимо от етимологията, и двете са били смятани за взаимозаменяеми по времето на Херодот. Въпреки това по времето на Римската империя, „Сирия“ и „Асирия“ започват да се отнасят за две отделни единици – Римска Сирия и Римска Асирия.
Килбрю и Щайнер, третирайки Леванта като сирийски регион, дават границите на региона така: Средиземно море на запад, Арабската пустиня на юг, Месопотамия на изток и планината Тавър на Анадола на север. Мюсюлманският географ Мохамед ал-Идриси посещава региона през 1150 г. и определя северните райони на Билад ал-Шам така: „В Левантинско море има два острова: Родос и Кипър, и в левантийски земи: Антарсус, Лаодикия, Антиохия, Мопсухестия, Адана, Аназарба, Тарс, Цирцесиум, Хамрташ, Анталия, ал-Батира, ал-Мира, Макри, Астроболи; и във вътрешните земи: Апамея, Саламия, Кинасрин, ал-Кастел, Алепо, Ресафа, Ракка, Рафека, ал-Джиср, Манбидж, Мар'аш, Сарудж, Харан, Едеса, Ал-Хадат, Самосата, Малатия, Хусн Мансур, Забатра, Джерсун, ал-Леен, ал-Бедандур, Сирра и Тулеб.“
За Плиний Стари и Помпоний Мела Сирия обхваща целия Плодороден полумесец. В Късната античност „Сирия“ означава регион, разположен на изток от Средиземно море, западно от река Ефрат, северно от Арабската пустиня и южно от планината Тавър, като по този начин включва съвременните държави Сирия, Ливан, Йордания, Израел, Държавата Палестина и провинция Хатай и западната половина на региона Югоизточен Анадол в Южна Турция. Тази късна дефиниция е еквивалентна на региона, известен в класическия арабски под името аш-Шаам (ٱلشَّام), което означава северна [страна] (от корена šʔm شَأْم , „ляво, север“). След арабското завоевание на Византийска Сирия през 7 век името Сирия изчезва от основна употреба в самия регион, като е заменено от арабския еквивалент Билаад аш-Шаам („Северна земя“), но оцелява в първоначалния си смисъл през византийска и западноевропейска употреба и в сирийската християнска литература. През 19 век името „Сирия“ е възродено в съвременната си арабска форма, за да обозначи целия Билаад ал-Шаам, или като Suriyah, или като съвременната форма Suriyya, която в крайна сметка заменя арабското име „Билаад ал-Шаам“. След Първата световна война името „Сирия“ е приложено към френския мандат за Сирия и Ливан и към едновремешното, но краткотрайно Арабско кралство Сирия.
Днес най-големите метрополни области в региона са Аман, Тел Авив, Дамаск, Бейрут, Алепо и Газа.
| № | град     | държава   | население | население на града | снимка |
| - | -------- | --------- | --------- | ------------------ | ------ |
| 1 | Аман     | Йордания  | 4 642 000 | 4 061 150          |        |
| 2 | Тел Авив | Израел    | 3 954 500 | 438 818            |        |
| 3 | Дамаск   | Сирия     | 2 900 000 | 2 078 000          |        |
| 4 | Бейрут   | Ливан     | 2 200 000 | 361 366            |        |
| 5 | Алепо    | Сирия     | 2 098 210 | 2 098 210          |        |
| 6 | Газа     | Палестина | 2 047 969 | 590 481            |        |

## Етимология

### Сирия
Няколко източника сочат, че самото име Сирия произлиза от лувийския термин "Sura/i" и производното старогръцко име: Σύριοι, Sýrioi, or Σύροι, Sýroi, като и двете първоначално произлизат от Aššūrāyu (Асирия) в Северна Месопотамия, съвременен Ирак. Въпреки това по време на империята на Селевкидите този термин се прилага и за Леванта и оттук нататък гърците прилагат термина без разлика между асирийците от Месопотамия и арамейците от Леванта.
Най-старото свидетелство за името „Сирия“ е от 8 век пр. н. е. в двуезичен надпис на йероглифен лувийски и финикийски. В този надпис лувийската дума Sura/i е преведена на финикийски ʔšr „Асирия“. За Херодот през 5 век пр. н. е. Сирия се простира на север до Халис (съвременната река Къзълърмак) и на юг до Арабия и Египет.
Името „Сирия“ произлиза от древногръцкото наименование на асирийците Σύριοι Syrioi, което гърците прилагат без разлика към различни близкоизточни народи, живеещи под властта на Асирия. Съвременната наука потвърждава, че гръцката дума се връща към сродната Ἀσσυρία, Асирия.
Класическото арабско произношение на Сирия е Sūriya (за разлика от съвременното стандартно арабско произношение Sūrya). Това име не е широко използвано сред мюсюлманите преди около 1870 г., но е използвано от християните по-рано. Според Сирийската православна църква „сириец“ означава „християнин“ в ранното християнство. На английски „сириец“ исторически означава сирийски християнин като Ефрем Сирин. След обявяването на Сирия през 1936 г. терминът „сириец“ започва да обозначава гражданите на тази държава, независимо от етническата им принадлежност. Прилагателното „сирийски“  (suryāni سُرْيَانِي) влиза в обща употреба оттогава като етноним, за да се избегне двусмислието на "Syrian".
Понастоящем арабският термин Sūriya  обикновено се отнася до съвременната държава Сирия, за разлика от историческия регион на Сирия.

### Шаам
Голяма Сирия е широко известна като Аш-Шаам. Терминът етимологично на арабски означава „лявата страна“ или „северът“, тъй като някой в Хиджаз, обърнат на изток, ориентиран към изгрева, ще открие севера отляво. Това е в контраст с името на Йемен ( на арабски: اَلْيَمَن , al-Yaman), съответно означаващо „дясната страна“ или „югът“. Вариацията  ش ء م (š-ʾ-m), от по-типичното ش م ل (š-m-l), , също е засвидетелствано в староюжен арабски 𐩦𐩱𐩣 (s²ʾm) със същото семантично развитие. Коренът на Шаам (на арабски: ش ء م ( š-ʾ-m )) също има конотации на нещастие, което традиционно се свързва с лявата ръка и с по-студените северни ветрове. Това отново е в контраст с Йемен, свързан с щастие и успех, и положително гледания топъл-влажен южен вятър.
Регионът Шаам понякога се определя като район, който е бил доминиран от Дамаск, дълго време важен регионален център. Всъщност думата Аш-Шаам сама по себе си може да се отнася до град Дамаск. Продължавайки с подобна контрастираща тема, Дамаск е търговската дестинация и представител на региона по същия начин, по който Сана се отнася за юг.
Курайш 106:2 споменава тази практика на караваните, пътуващи до Сирия през лятото, за да се избегне по-студеното време и по същия начин да се продават стоки в Йемен през зимата.
Няма връзка с името Шем, син на Ной, чието име обикновено се появява на арабски като  سَام Sām, с различна начална съгласна и без вътрешна глотална пауза. Въпреки това съществува дългогодишна народна асоциация между двете имена и дори региона, тъй като повечето от твърдяните библейски потомци на Шем са били исторически поставяни в близост. 
Исторически Баал-Шамин (на имперски арамейски: ܒܥܠ ܫܡܝܢ, романизирано: Ba'al Šamem, букв. „Господар на небесата“), е семитски небесен бог в Ханаан/Финикия и древна Палмира. Следователно Шаам се отнася до небе. Освен това на иврит шаам (שָׁמַ) произлиза от акадското šamû, което означава „небе“. Например еврейската дума за Слънце е shemesh, където "shem/sham" от shamayim (на акадски: šamû) означава "небе", а esh (на акадски: išātu) означава „огън“, т.е. „небесен огън“.

## Демография
Най-голямата религиозна група в Леванта са мюсюлманите, а най-голямата етническа група са арабите. Левантийците говорят предимно левантийски арабски, които произхождат от много древни семитски говорещи народи, обитавали Древния Близък изток през Бронзовата и Желязната епоха. Други като арабите-бедуини обитават Сирийската пустиня и Накаб и говорят диалект, известен като бедуински арабски, който произхожда от Арабския полуостров. Други второстепенни етнически групи в Леванта включват черкези, чеченци, турци, туркмени, асирийци, кюрди, навари и арменци.
Ислямът става преобладаващата религия в региона след арабското завоюване на Леванта през 7 век. По-голямата част от левантийските мюсюлмани са сунити с малцинства алавити и шиити (дванадесетари и низарити исмаилити). Алавитите и исмаилитите населяват главно Хатай и сирийската крайбрежна планинска верига, докато дванадесетарите шиити са концентрирани главно в части от Ливан.
Левантийските християнски групи са много и включват гръцки православни (антиохийски гръцки), сирийски православни, източнокатолически (сирийски католически, мелкитски и маронитски), римокатолически (латински), несториански и протестантски. Арменците принадлежат предимно към Арменската апостолическа църква. Има също левантинци или франко-левантинци, които се придържат към Римокатолицизма. Има и асирийци,  принадлежащи към Асирийската църква на Изтока и Халдейската католическа църква. Други религиозни групи в Леванта включват евреи, самаряни, езиди и друзи.

## История

### Древна Сирия
Херодот използва старогръцкото Συρία за участък от земя от река Халис, включително Кападокия (История, I.6) в днешна Турция до планината Касиус (II.158), за която казва, че се намира точно на юг от езерото Сербонис (III.5). Според различни забележки на Херодот на различни места той описва Сирия като включва целия участък от финикийската брегова линия, както и градове като Кадитис (Йерусалим) (III.159).

### Елинистична Сирия
В гръцката употреба Сирия и Асирия се използват почти взаимозаменяемо, но в Римската империя Сирия и Асирия започват да се използват като отделни географски термини. „Сирия“ в периода на Римската империя се отнася до онези части от империята, разположени между Мала Азия и Египет, т.е. западния Левант, докато „Асирия“ е част от Персийската империя и само за много кратко време попада под римски контрол (116 г. –118 г. сл. н. е.), отбелязвайки историческия връх на римската експанзия.

### Римска Сирия
През римската епоха терминът „Сирия“ се използва за обхващане на целия Северен Левант и има несигурна граница на североизток, която Плиний Стари описва като включваща, от запад на изток, Кралство Комагена, Софена и Адиабена, известно преди като Асирия.
Различни автори използват термина, за да опишат целия регион Левант през този период; Новият завет използва името в този смисъл многократно.
През 64 г. пр. н. е. Сирия става провинция на Римската империя след завладяването от Помпей. Римска Сирия граничи с Юдея на юг, с анадолските гръцки владения на север, с Финикия на запад и е в постоянна борба с партите на изток. През 135 г. сл. н. е. Сирия-Палестина включва целия Левант и Западна Месопотамия. През 193 г. провинцията е разделена на същинска Сирия (Коилесирия) и Финикия. Някъде между 330 и 350 г. (вероятно около 341 г.) провинция Ефратенсис е създадена от територията на Коелисирия и бившето царство Комагена, с Хиераполис като нейна столица.
След c. 415 Коилесирия е допълнително разделена на Сирия I, като столицата остава в Антиохия, и Сирия II или Салутарис, със столица в Апамея на река  Оронт. През 528 г. Юстиниан I отделя малката крайбрежна провинция Теодориас от територията на двете провинции.
Регионът е присъединен към Праведния халифат след победата на мюсюлманите над Византийската империя в битката при Ярмук (15-20 август 636 г.) и става известен като провинция Билаад ал-Шаам. По време на Омаядския халифат Шаам е разделен на пет джунда или военни окръга. Те са Джунд Димашк (за района на Дамаск), Джунд Химс (за района на Хомс), Джунд Филастин (за района на Палестина) и Джунд ал-Урдун (за района на Йордания). По-късно Джунд Кинасрин е създаден от част от Джунд Химс. Град Дамаск е столица на Ислямския халифат до възхода на Абасидския халифат.

### Османска Сирия
В по-късните епохи на османските времена регионът е разделен на вилаети или подпровинции, чиито граници и изборът на градове като седалища на управление в тях варират с течение на времето. Вилаетите или подпровинциите на Халеб, Дамаск и Бейрут, в допълнение към двата специални района на планината Ливан и Йерусалим. Халеб се състои от съвременна Северна Сирия плюс части от Южна Турция, Дамаск обхваща Южна Сирия и съвременна Йордания, Бейрут обхваща Ливан и сирийското крайбрежие от пристанищния град Латакия на юг до Галилея, а Йерусалим се състои от земя на юг от Галилея и на запад от река Йордан и Уади ал Араба.

Въпреки че населението на региона е доминирано от мюсюлмани сунити, то също така съдържа значителни популации от мюсюлмани шиити, алавити и исмаилити, сирийски православни, маронити, гръцки православни, римокатолици и християни мелкити, евреи и друзи.
- Атлас на Кедид (1803), показващ Османска Сирия в жълто
- Карта на Османската империя в Азия от 1810 г., показваща региона на Османска Сирия
- Етнически групи в Близкия Изток, показани на картата на британското правителство отпреди Първата световна война. Основното население на района на Сирия е описано като „араби (уседнали)“, а също и като „араби (номади)“

### Арабско кралство и френска окупация
Администрацията на окупираните вражески територии (OETA) е британска, френска и арабска военна администрация над райони на бившата Османска империя между 1917 и 1920 г., по време и след Първата световна война. Вълната на арабския национализъм еволюира към създаването на първата модерна арабска държава, която възниква – хашемитското Арабско кралство Сирия на 8 март 1920 г. Кралството претендира за целия регион на Сирия, като същевременно упражнява контрол само върху вътрешния регион, известен като OETA East. Това води до ускоряване на обявяването на френския мандат в Сирия и Ливан и британския мандат в Палестина на конференцията в Сан Ремо от 19-26 април 1920 г. и впоследствие до френско-сирийската война през юли 1920 г., в която френските армии побеждават в битката при Майсалун новопровъзгласеното кралство и превземат Дамаск, разрушавайки арабската държава.
След това френският генерал Анри Гуро, в нарушение на условията на мандата, разделя френския мандат на Сирия на шест държави: Дамаск (1920 г.), Халеб (1920 г.), Алавитската държава (1920 г.), Джабал ал-Друз (1921 г.), автономният санджак Александрета (1921 г.) (днешен Хатай в Турция) и Голям Ливан (1920 г.) - по-късно съвременната държава Ливан.

### В пансирийския национализъм
Границите на региона се променят през цялата история и за последен път са дефинирани в съвремието чрез провъзгласяването на краткотрайното Арабско кралство Сирия и последващото дефиниране от френското и британското задължително споразумение. След Първата световна война районът е прехвърлен на френски и британски мандати и е разделен на Голям Ливан, различни сирийски мандатни държави, Подмандатна Палестина и Емирство Трансйордания. Държавите със сирийски мандат постепенно се обединяват като Държава Сирия и накрая стават независима Сирия през 1946 г. През целия този период Антун Сааде и неговата партия, Сирийската социална националистическа партия, си представят „Голяма Сирия“ или „Естествена Сирия“ въз основа на етимологичната връзка между името „Сирия“ и „Асирия“, като обхващаща Синайския полуостров, Кипър, съвременна Сирия, Ливан, Палестина, Йордания, Ирак, Кувейт, региона Ахваз в Иран и региона Киликия в Турция.

## Религиозно значение
В региона има обекти, важни за авраамическите религии:
| място                  | описание | снимка |
| ---------------------- | --- | ------ |
| Акра                   | Дом на светилището на Бахау'лла – най-свещеното място за Бахайството. |        |
| Халеб                  | Дом на Голямата джамия, за която се смята, че съхранява останките на Захария, почитан както в Християнството, така и в Исляма. |        |
| Витлеем                | Има места, които са важни за евреи, християни и мюсюлмани. Една от тях е гробницата на Рахил, почитана от членовете и на трите религии. Друга е църквата Рождество (на Исус), почитана от християните, и близката Джамия на Омар, почитана от мюсюлманите. |        |
| Дамаск                 | В Стария град е Голямата джамия смятана за една от най-големите и добре запазени джамии на Омаядската епоха. Смята се, че там се съхраняват останките на сина на Захария. Йоан Кръстител, подобно на баща си почитан в Християнството и Исляма. В града се намира и джамията „Сайадах Зайнаб“, светилището на Зайнаб бинт Али, внучката на ислямския пророк Мохамед, и джамията „Сайадах Рукайя“, светилището на дъщерята на Рукая Хусейн, и двете места свети за шиитските мюсюлмани. |        |
| Хайфа                  | Дом на светилището на Баб, свещено за Бахайството. Наблизо е планината Кармел – бидейки свързана с библейската фигура на Илия, тя е важна за християни, друзи, евреи и мюсюлмани. |        |
| Хеброн                 | Старият град е дом на Пещерата на патриарсите, където се смята, че са погребани библейските фигури на Авраам, жена му Сарра, синът им Исаак, жена му Ребека, синът им Яков и жена му Лиа, и така са почитани от последователите на аврамическите религии, вкл. мюсюлмани и евреи. |        |
| Хиттин                 | Близо до това, за което се смята, че е светилището на пророка Шуайб (вероятно Джетро – тъстът на Моисей). Той е свещен за друзите и мюсюлманите. |        |
| Йерихон / Ан-Наби Муса | Близо до града се намира светилището на наби Муса (букв.: пророк Моисей), който се смята от мюсюлманите за гроба на Моисей. |        |
| Йерусалим              | Старият град е дом на много места с първостепенно религиозно значение за трите основни авраамически религии – Юдаизъм, Християнство и Ислям. Тези места включват Храмовият хълм, Църквата „Възкресение Христово“, Ал-Акса и Западната стена. Смятан за най-свещеният град в Юдаизма и третият най-свещен в сунитския ислям. |        |
| Гаризим                | В Самаритянството планината е най-свещеното място на земята и мястото, избрано от Бог за изграждане на храм. Според тяхната традиция това е най-старата и централна планина в света, извисяваща се над Всемирния потоп и предоставяща първата земя за слизането на Ной. Според тях това е и мястото, където Авраам почти жертва сина си Исаак. |        |